# Bundesstraße 426
Die B 426  (Abkürzung: B 426) ist eine Bundesstraße in Deutschland. Sie führt von Obernburg am Main nach Gernsheim.

## Verlauf
Die Bundesstraße 426 beginnt in Obernburg am Main an der B 469 und endet in Gernsheim an der B 44. Sie durchquert somit den gesamten nördlichen Odenwald in Ost-West-Richtung vom Main bis zum Rhein. Zwischen Höchst und Groß-Umstadt verläuft die B 426 auf dem Straßenverlauf der B 45 sowie in Eberstadt auf der B 3.

### Gebietskörperschaften
Die B 426 durchquert folgende Gebietskörperschaften:
- Bayern
  - Landkreis Miltenberg
    - Obernburg am Main, Mömlingen
- Hessen
  - Odenwaldkreis
    - Breuberg, Höchst

  - Landkreis Darmstadt-Dieburg
    - Groß-Umstadt, Otzberg, Reinheim, Ober-Ramstadt, Mühltal

  - Stadt Darmstadt
    - Eberstadt

  - Landkreis Darmstadt-Dieburg
    - Pfungstadt

  - Landkreis Groß-Gerau
    - Riedstadt, Gernsheim

## Neubauten
In den letzten Jahren wurden als Ersatz für Ortsdurchfahrten zahlreiche Umgehungsstraßen gebaut.
- Umgehung Pfungstadt 2004.
- Umgehung Ober-Ramstadt 2001.
- Umgehung Nieder-Ramstadt (Lohbergtunnel), eröffnete am 29. Juni 2007. Von dieser Umgehung wird auch eine Entlastung für Darmstadt erhofft. Für den LKW-Verkehr bietet sich dann allerdings eine Ost-West Verkehrsachse durch den Landkreis Darmstadt-Dieburg als Alternative zur längeren und mautpflichtigen Strecke A 5 und A 3 an.
- Seit dem 28. November 2022 im Bau: Ortsumgehung Ober-Ramstadt-Hahn mit einer Länge von gut 1,8 km und einem Höhenunterschied von 59 m, die die enge Ortsdurchfahrt durch Hahn mit einer Geschwindigkeitsbegrenzung von 30 km/h beenden soll. Der Bau soll voraussichtlich im August 2025 abgeschlossen sein.[1][2]